# Go Missin'
"Go Missin'" é uma canção gravada pelo cantor e compositor norte-americano Usher. Foi produzida por Diplo e lançada gratuitamente no Dia dos Namorados de 2013 no formato digital através do serviço SoundCloud. No ano anterior, Usher lançara "Climax" no Dia dos Namorados, o primeiro single do seu sétimo álbum de estúdio, Looking 4 Myself (2012). Antes de seu lançamento, o artista publicou no Twitter que ele tinha uma "entrega especial da nuvem" para os seus fãs, que gostaram do lançamento de "Climax" no Dia dos Namorados do ano precedente.
"Go Missin'" contém características similares a "Climax", uma vez que é uma faixa quiet storm de ritmo moderado do género musical rhythm and blues (R&B), e incorpora baixo forte e sintetizadores. Usher utiliza o seu alcance vocal falsetto ao longo da música, com a Billboard escrevendo que as letras da canção seguem Usher a tentar "convencer uma mulher abandonada na discoteca a vir para casa com ele". A faixa foi recebida com opiniões positivas pelos críticos musicais especialistas, que elogiaram a produção de Diplo e os vocais de Usher.

## Antecedentes e lançamento
A 14 de Fevereiro de 2013, Dia dos Namorados, Usher anunciou através da sua conta nas redes sociais Twitter e Facebook o lançamento de um novo single. No Twitter, ele escreveu: "Vocês adoraram o que vos dei no Dia dos Namorados passado #Climax Então aqui está 'Entrega especial da nuvem'Feliz  [sic] Dia dos Namorados!" "Go Missin'" foi lançada no dia do seu anúncio através do serviço SoundCloud como um download grátis. A canção foi produzida por Diplo, que anteriormente colaborou com Usher na faixa "Climax" (2012), que foi lançada como o primeiro single do sétimo e mais recente álbum de estúdio, Looking 4 Myself (2012).

## Estrutura musical e letras
"Go Missin'" tem uma duração total de três minutos e dois segundos. Contém características similares a "Climax", uma vez que é uma faixa quiet storm de ritmo moderado do género musical R&B, complementada por uma caixa de ritmos. A faixa é construída sobre sintetizadores, à medida que incorpora um baixo forte. Usher utiliza o seu alcance vocal de falsetto ao longo da canção, alternando em arranjos. A revista Billboard escreveu que as letras da música seguem o cantor a tentar "convencer uma mulher abandonada na discoteca a vir para casa com ele". Kia Makarechi, do portal The Huffington Post, descreveu "Go Missin'" como uma "faixa padrão", e escreveu que as suas letras contêm vozes baixas do tipo "assassino em série" nas frases: "Conscience telling you you shouldn't go, don't listen / I'mma take care of you for sure / Follow me right out that back door / Go missin'".

## Recepção crítica
| Críticas profissionais | Críticas profissionais |
| Avaliações da crítica  | Avaliações da crítica  |
| Fonte                  | Avaliação              |
| ---------------------- | ---------------------- |
| About.com              | (positiva)             |
| Billboard              | (positiva)             |
| Los Angeles Times      | (positiva)             |
| Rolling Stone          | (positiva)             |
| Spin                   | (positiva)             |
| Slate                  | (positiva)             |

August Brown, para o jornal Los Angeles Times, elogiou a produção da canção e os vocais de Usher. Brown descreveu a faixa como sendo "repleta de armadilhas irritantes e batidas de baixo estrondosas" e disse que os vocais de Usher são "tão pristinos" que traçam uma linha ténue entre "magia-de-bruxa digital e o trabalho horripilante de Ligeti no coral." Mark Edward Nero, para o portal About.com, descreveu a colaboração como "inovadora", apesar da faixa conter uma "qualidade cinematográfica com vocais delicados colocados sobre uma batida electrónica rabugenta, semi-futurística". David Greenwald, escrevendo para a revista Billboard, comparou "Go Missin'" aos trabalhos do cantor canadiano The Weeknd e descreveu os vocais de Usher como "sedutores".
Marc Hogan, para a revista Spin, escreveu que apesar da canção não ser "de cair o queixo imediatamente" quando comparada com "Climax", ainda contém o mesmo "estilo quite storm dos Radiohead" do que a última música, com Usher utilizando o seu "falsetto horrendo". Forrest Wickman, para a revista Slate, interpretou a canção como diferente em termos de música e letras em relação a "Climax". Wickman elogiou os vocais de Usher, descrevendo-os como "calculados" para fazer você sentir-se "apreensivo, girando em torno de harmonias menores". Jon Dolan, para a revista Rolling Stone, atribuiu a "Go Missin'" três estrelas a partir de uma escala de cinco, escrevendo que a música não é tão "subtil" quanto "Climax", embora ele tenha elogiado a implementação de sintetizadores, dizendo que dá à canção uma "vibração nervosa, predadora".